# Sciami di dicchi di Tandil e Azul
Gli sciami di dicchi di Tandil e Azul sono un gruppo di sciami di dicchi risalente al Proterozoico, situato nella provincia di Buenos Aires, in Argentina. 
Gli sciami consistono di due gruppi: il primo avente un'età 2 miliardi di anni e costituito da colate di magma calc-alcalino; il secondo con un'età di 1.600 milioni di anni e con dicchi di basalto tholeiitico.
I dicchi tholeiitici sono costituiti di diabase e rocce di basalto ricche in titanio, mentre i dicchi calc-alcalini sono costituiti da andesite e riolite.
Gli sciami di dicchi intrudono la porzione meridionale del cratone del Río de la Plata, mentre gli sciami di dicchi dell'Uruguay intrudono la porzione nordorientale dello stesso cratone.
L'intrusione dei dicchi calcalcalini risale a un periodo di tettonica transtensionale nel corso dell'orogenesi transamazzonica, mentre l'intrusione dei dicchi tholeiitici è avvenuta durante un periodo di tettonica distensiva successivo all'orogenesi.